# Walter Greite (Richter)
Walter Greite (* 18. November 1946) ist ein deutscher Jurist. Er war von 1998 bis 2011 Richter am Bundesfinanzhof.

## Leben und Wirken
Greite war nach Abschluss seiner Ausbildung zunächst im Bundesaufsichtsamt für das Versicherungswesen in Berlin tätig, wechselte 1978 zum Landschaftsverband Rheinland in Köln und 1981 in das Bundesministerium für Finanzen. Dort lag der Schwerpunkt seiner Tätigkeit in den Bereichen Haushalt und Finanzverfassung. Von April 1991 an war er für zwei Jahre Finanzreferent der CDU/CSU-Fraktion im Arbeitskreis Finanzen und Haushalt der CSU-Landesgruppe im Deutschen Bundestag. Anschließend war er bis 1995 in die Arbeitsgruppe Finanzen der Gesamtfraktion berufen. Seit Oktober 1995 war Greite im Thüringer Finanzministerium, anschließend als Richter am Thüringer Finanzgericht in Gotha tätig.
Nach seiner Ernennung zum Richter am Bundesfinanzhof im August 1998 wies das Präsidium Greite zunächst dem VI. (Lohnsteuer-)Senat zu. 2006 wechselte er in den vornehmlich für die Besteuerung von Einzelgewerbetreibenden, Investitionszulagen und seit mehreren Jahren auch für das Kindergeld zuständigen III. Senat. Greite trat am 30. November 2011 in den Ruhestand.